# Olympiska sommarspelen 2016
Olympiska sommarspelen 2016 (portugisiska: Jogos Olímpicos de Verão de 2016) var de 31:a (moderna) olympiadens sommarspel (och de 28:e arrangerade sommarspelen). De arrangerades i Rio de Janeiro i Brasilien mellan den 5 och 21 augusti 2016. Fotbollsturneringen påbörjades dock redan den 3 augusti. För första gången arrangerades olympiska spel i ett sydamerikanskt land, för andra gången i Latinamerika (efter Mexico City år 1968) och för tredje gången på södra halvklotet (efter Australiens Melbourne år 1956 och Sydney år 2000).

## Urval och omröstning
Vilken ort som skulle arrangera spelen beslutades om den 2 oktober 2009 vid IOK:s kongress i Köpenhamn. Sista ansökningsdag var 13 september 2007.
Fyra av de städer som sökt spelen valdes som kandidater av IOK 4 juni 2008. Dessa var:
- Chicago, USA
- Madrid, Spanien
- Rio de Janeiro, Brasilien
- Tokyo, Japan

Vid den slutliga omröstningen i Köpenhamn åkte Chicago ut i första omgången och Tokyo i den andra, varvid det till slut stod mellan Madrid och Rio de Janeiro.
Ytterligare tre städer sökte spelen men valdes inte ut av IOK. Dessa var:
- Baku, Azerbajdzjan
- Doha, Qatar
- Prag, Tjeckien

21 ytterligare städer planerade att söka, men gjorde det inte av olika skäl, till exempel brist på statligt eller folkligt stöd eller för att en annan stad i landet sökt.
Enligt IOK:s utvärdering i 11 kategorier från fjärde juni 2008 fick Madrid näst högsta och Tokyo högst poäng. Doha i Qatar fick högre poäng än Rio de Janeiro men valdes inte ut av IOK, detta efter att ha insisterat på att hålla spelen i oktober (i och med att det där och i hela Mellanöstern är för varmt i augusti) vilket IOK inte tyckte var lämpligt.

## Tävlingarna

### Invigningsceremonin
Huvudartikel: Invigningsceremonin vid olympiska sommarspelen 2016
Invigningsceremonin inleddes den 5 augusti klockan 20:00 lokal tid (UTC 23:00, svensk tid 01:00) i Maracanãstadion.

### Sporter
I OS 2016 fanns 28 sporter i 41 discipliner samt 306 grenar (inom parentes). Den 9 oktober 2009 beslutade IOK i Köpenhamn att golf och rugby blev nya sporter.
| Badminton (5) Basket (2) Bordtennis (4) Boxning (13) Brottning Fristil (12) Grekisk-romersk (6) Bågskytte (4) Cykelsport Bana (10) BMX (2) Landsväg (4) Mountainbike (2) | Fotboll (2) Friidrott (47) Fäktning (10) Golf (2) Gymnastik Artistisk (14) Rytmisk (2) Trampolin (2) Handboll (2) Judo (14) | Kanotsport Slalom (4) Sprint (12) Landhockey (2) Modern femkamp (2) Ridsport Dressyr (2) Fälttävlan (2) Hoppning (2) Rodd (14) Rugby (2) Segling (10) | Simsport Konstsim (2) Simhopp (8) Simning (34) Vattenpolo (2) Skytte (15) Taekwondo (8) Tennis (5) Triathlon (2) Tyngdlyftning (15) Volleyboll Beachvolleyboll (2) Volleyboll (2) |

### Kalender
Detta program presenterades den 31 mars 2015. Alla datum motsvaras av Brasília UTC−3. För exakta tider, se i vissa fall respektive tävling nedan.
| Augusti · Sport/idrott/evenemang | Augusti · Sport/idrott/evenemang | 3 Ons | 4 Tors | 5 Fre | 6 Lör | 7 Sön | 8 Mån | 9 Tis | 10 Ons | 11 Tors | 12 Fre | 13 Lör | 14 Sön | 15 Mån | 16 Tis | 17 Ons | 18 Tors | 19 Fre | 20 Lör | 21 Sön | Grenfinaler · |
| -------------------------------- | -------------------------------- | ----- | ------ | ----- | ----- | ----- | ----- | ----- | ------ | ------- | ------ | ------ | ------ | ------ | ------ | ------ | ------- | ------ | ------ | ------ | ------------- |
| Ceremonier                       | Ceremonier                       |       |        | IC    |       |       |       |       |        |         |        |        |        |        |        |        |         |        |        | AC     |               |
| Badminton                        | Badminton                        |       |        |       |       |       |       |       |        | ●       | ●      | ●      | ●      | ●      | ●      | 1      | 1       | 2      | 1      |        | 5             |
| Basket                           | Basket                           |       |        |       | ●     | ●     | ●     | ●     | ●      | ●       | ●      | ●      | ●      | ●      | ●      | ●      | ●       | ●      | 1      | 1      | 2             |
| Bordtennis                       | Bordtennis                       |       |        |       | ●     | ●     | ●     | ●     | 1      | 1       | ●      | ●      | ●      | ●      | 1      | 1      |         |        |        |        | 4             |
| Boxning                          | Boxning                          |       |        |       | ●     | ●     | ●     | ●     | ●      | ●       | ●      | ●      | 1      | 1      | 1      | 1      | 1       | 1      | 3      | 4      | 13            |
| Brottning                        | Brottning                        |       |        |       |       |       |       |       |        |         |        |        | 2      | 2      | 2      | 3      | 3       | 2      | 2      | 2      | 18            |
| Bågskytte                        | Bågskytte                        |       |        | ●     | 1     | 1     | ●     | ●     | ●      | 1       | 1      |        |        |        |        |        |         |        |        |        | 4             |
| Cykelsport                       | Landsväg                         |       |        |       | 1     | 1     |       |       | 2      |         |        |        |        |        |        |        |         |        |        |        | 18            |
| Cykelsport                       | Bana (velodrom)                  |       |        |       |       |       |       |       |        | 1       | 2      | 2      | 1      | 1      | 3      |        |         |        |        |        | 18            |
| Cykelsport                       | BMX                              |       |        |       |       |       |       |       |        |         |        |        |        |        |        | ●      | ●       | 2      |        |        | 18            |
| Cykelsport                       | Mountainbike                     |       |        |       |       |       |       |       |        |         |        |        |        |        |        |        |         |        | 1      | 1      | 18            |
| Fotboll                          | Fotboll                          | ●     | ●      |       | ●     | ●     |       | ●     | ●      |         | ●      | ●      |        |        | ●      | ●      |         | 1      | 1      |        | 2             |
| Friidrott                        | Friidrott                        |       |        |       |       |       |       |       |        |         | 3      | 5      | 4      | 5      | 5      | 4      | 6       | 7      | 7      | 1      | 47            |
| Fäktning                         | Fäktning                         |       |        |       | 1     | 1     | 1     | 1     | 2      | 1       | 1      | 1      | 1      |        |        |        |         |        |        |        | 10            |
| Golf                             | Golf                             |       |        |       |       |       |       |       |        | ●       | ●      | ●      | 1      |        |        | ●      | ●       | ●      | 1      |        | 2             |
| Gymnastik                        | Artistisk                        |       |        |       | ●     | ●     | 1     | 1     | 1      | 1       |        |        | 4      | 3      | 3      | UG     |         |        |        |        | 18            |
| Gymnastik                        | Rytmisk                          |       |        |       |       |       |       |       |        |         |        |        |        |        |        |        |         | ●      | 1      | 1      | 18            |
| Gymnastik                        | Trampolin                        |       |        |       |       |       |       |       |        |         | 1      | 1      |        |        |        |        |         |        |        |        | 18            |
| Handboll                         | Handboll                         |       |        |       | ●     | ●     | ●     | ●     | ●      | ●       | ●      | ●      | ●      | ●      | ●      | ●      | ●       | ●      | 1      | 1      | 2             |
| Judo                             | Judo                             |       |        |       | 2     | 2     | 2     | 2     | 2      | 2       | 2      |        |        |        |        |        |         |        |        |        | 14            |
| Kanotsport                       | Slalom                           |       |        |       |       | ●     | ●     | 1     | 1      | 2       |        |        |        |        |        |        |         |        |        |        | 16            |
| Kanotsport                       | Sprint                           |       |        |       |       |       |       |       |        |         |        |        |        | ●      | 4      | ●      | 4       | ●      | 4      |        | 16            |
| Konstsim                         | Konstsim                         |       |        |       |       |       |       |       |        |         |        |        | ●      | ●      | 1      |        | ●       | 1      |        |        | 2             |
| Landhockey                       | Landhockey                       |       |        |       | ●     | ●     | ●     | ●     | ●      | ●       | ●      | ●      | ●      | ●      | ●      | ●      | 1       | 1      |        |        | 2             |
| Modern femkamp                   | Modern femkamp                   |       |        |       |       |       |       |       |        |         |        |        |        |        |        |        | ●       | 1      | 1      |        | 2             |
| Ridsport                         | Ridsport                         |       |        |       | ●     | ●     | ●     | 2     | ●      | ●       | 1      |        | ●      | 1      | ●      | 1      |         | 1      |        |        | 6             |
| Rodd                             | Rodd                             |       |        |       | ●     | ●     | ●     | ●     | 2      | 4       | 4      | 4      |        |        |        |        |         |        |        |        | 14            |
| Rugby                            | Rugby                            |       |        |       | ●     | ●     | 1     | ●     | ●      | 1       |        |        |        |        |        |        |         |        |        |        | 2             |
| Segling                          | Segling                          |       |        |       |       |       | ●     | ●     | ●      | ●       | ●      | ●      | 2      | 2      | 2      | 2      | 2       |        |        |        | 10            |
| Simhopp                          | Simhopp                          |       |        |       |       | 1     | 1     | 1     | 1      |         | ●      | ●      | 1      | ●      | 1      | ●      | 1       | ●      | 1      |        | 8             |
| Simning                          | Simning                          |       |        |       | 4     | 4     | 4     | 4     | 4      | 4       | 4      | 4      |        | 1      | 1      |        |         |        |        |        | 34            |
| Skytte                           | Skytte                           |       |        |       | 2     | 2     | 2     | 1     | 2      | 1       | 2      | 2      | 1      |        |        |        |         |        |        |        | 15            |
| Taekwondo                        | Taekwondo                        |       |        |       |       |       |       |       |        |         |        |        |        |        |        | 2      | 2       | 2      | 2      |        | 8             |
| Tennis                           | Tennis                           |       |        |       | ●     | ●     | ●     | ●     | ●      | ●       | 1      | 1      | 3      |        |        |        |         |        |        |        | 5             |
| Triathlon                        | Triathlon                        |       |        |       |       |       |       |       |        |         |        |        |        |        |        |        | 1       |        | 1      |        | 2             |
| Tyngdlyftning                    | Tyngdlyftning                    |       |        |       | 1     | 2     | 2     | 2     | 2      |         | 2      | 1      | 1      | 1      | 1      |        |         |        |        |        | 15            |
| Vattenpolo                       | Vattenpolo                       |       |        |       | ●     |       | ●     | ●     | ●      | ●       | ●      | ●      | ●      | ●      | ●      | ●      | ●       | 1      | 1      |        | 2             |
| Volleyboll                       | Beachvolleyboll                  |       |        |       | ●     | ●     | ●     | ●     | ●      | ●       | ●      | ●      | ●      | ●      | ●      | 1      | 1       |        |        |        | 4             |
| Volleyboll                       | Inomhusvolleyboll000             |       |        |       | ●     | ●     | ●     | ●     | ●      | ●       | ●      | ●      | ●      | ●      | ●      | ●      | ●       | ●      | 1      | 1      | 4             |
| Antal guldmedaljer               | Antal guldmedaljer               | 0     | 0      | 0     | 12    | 14    | 14    | 15    | 20     | 19      | 24     | 21     | 22     | 17     | 25     | 16     | 23      | 22     | 30     | 12     | 306/307       |
| Sammanräknat                     | Sammanräknat                     | 0     | 0      | 0     | 12    | 26    | 40    | 55    | 75     | 94      | 118    | 139    | 161    | 178    | 203    | 219    | 242     | 264    | 294    | 306    | Grenfinaler   |
| Augusti                          | Augusti                          | 3 Ons | 4 Tors | 5 Fre | 6 Lör | 7 Sön | 8 Mån | 9 Tis | 10 Ons | 11 Tors | 12 Fre | 13 Lör | 14 Sön | 15 Mån | 16 Tis | 17 Ons | 18 Tors | 19 Fre | 20 Lör | 21 Sön | v • r         |

### Arenor
Arenorna som användes ligger i fyra områden – Copacabana, Maracanã, Deodoro och Barra da Tijuca. Arenan med högst kapacitet var Maracanãstadion med 90 000 sittplatser där bland annat invigningen och avslutningen anordnades.

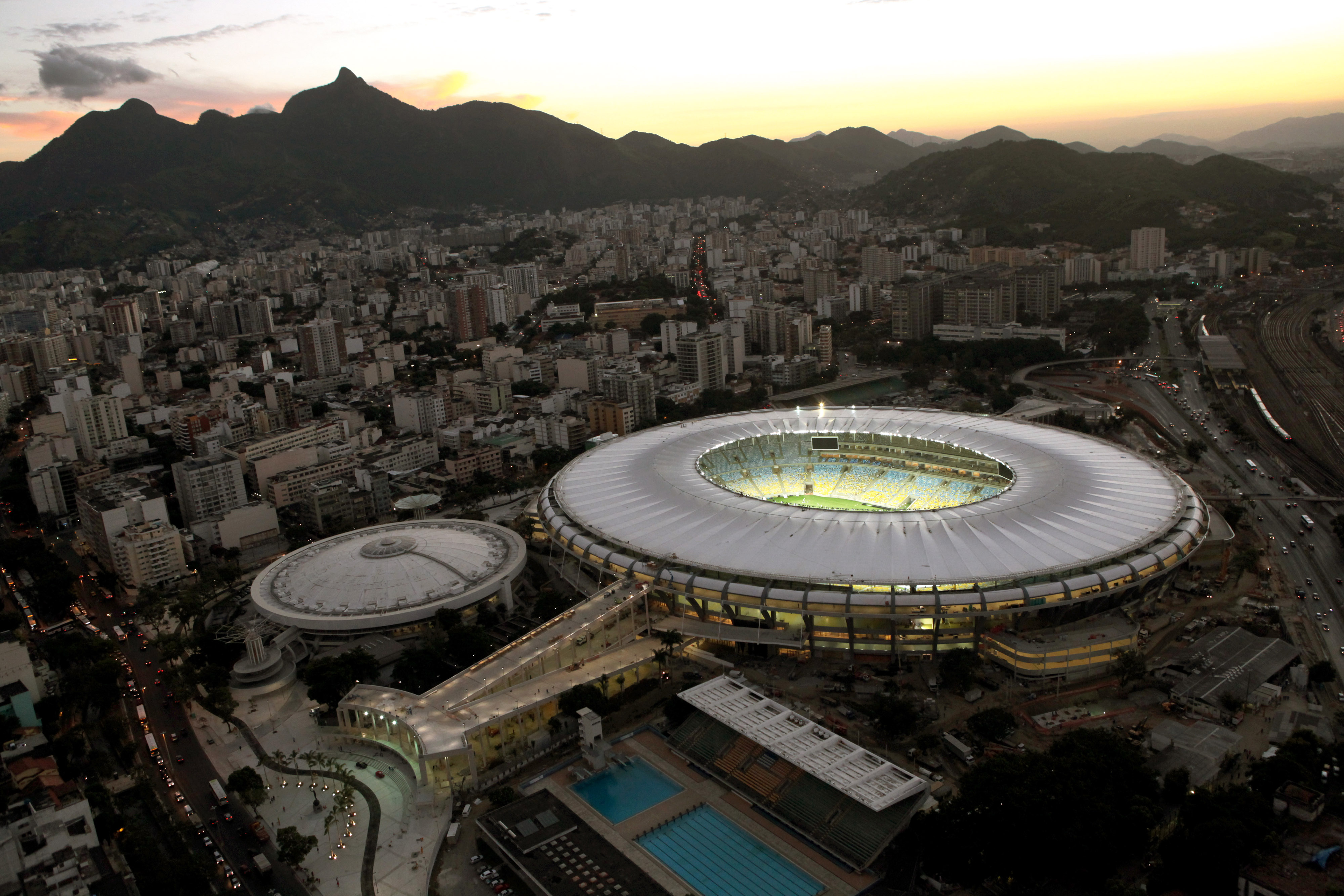
Maracanãstadion till höger och Ginásio do Maracanãzinho till vänster.
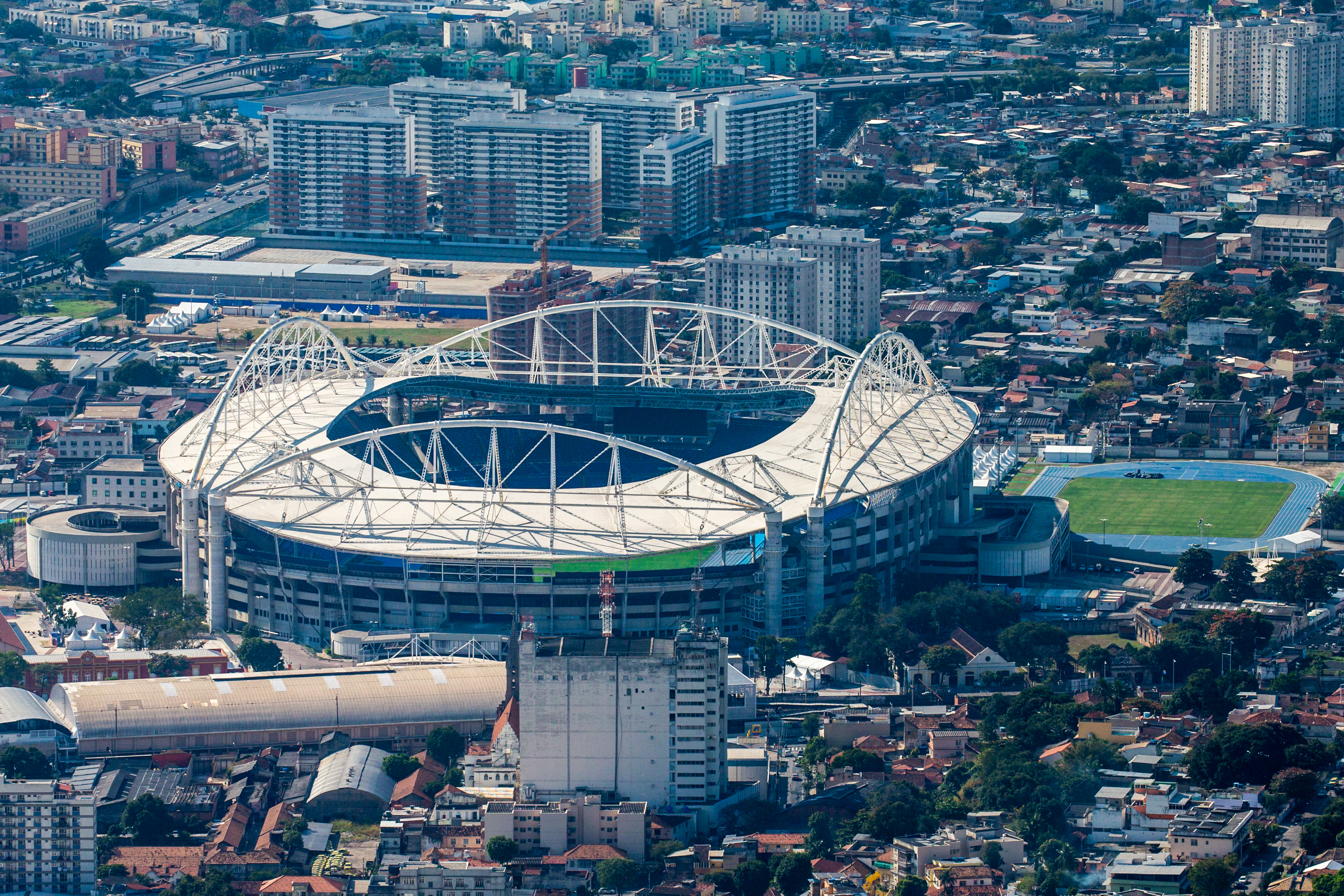
Estádio Olímpico João Havelange där tävlingarna i friidrott anordnas.
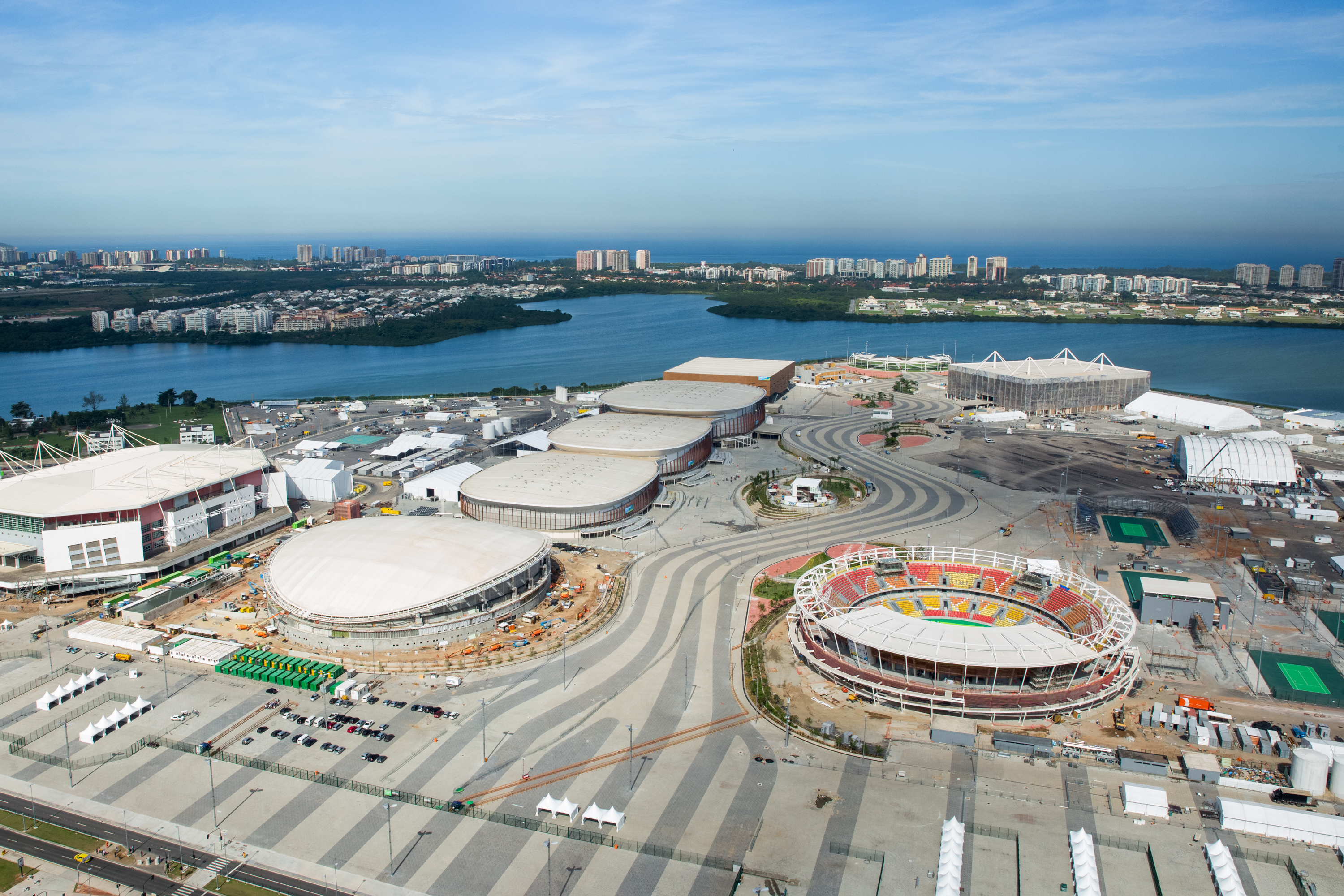
Den olympiska parken i Barra da Tijuca.

### Deltagande nationer
De första tre länderna som kvalificerade sig var Tyskland, Storbritannien och Nederländerna. Det fjärde laget som kvalificerade sig var värdnationen Brasilien.
Utöver de självständiga nationerna nedan tävlade ett annat lag, nämligen Flyktingidrottare (Refugee Olympic Athletes), bestående av tio tävlande med flyktingbakgrund. Dessutom tävlade Kuwait under "Individuella idrottsutövare" sedan IOK stängt av Kuwait från internationella tävlingar.
Uppdaterad 2016-08-17
| Inom parentes står antalet deltagare från respektive land. | | | |
| \| - Afghanistan (3) - Albanien (5) - Algeriet (63) - Amerikanska Jungfruöarna (7) - Amerikanska Samoa (4) - Andorra (5) - Angola (25) - Antigua och Barbuda (9) - Argentina (212) - Armenien (32) - Aruba (7) - Australien (421) - Azerbajdzjan (55) - Bahamas (32) - Bahrain (35) - Bangladesh (7) - Barbados (11) - Belgien (106) - Belize (3) - Benin (6) - Bermuda (7) - Bhutan (2) - Bolivia (12) - Bosnien och Hercegovina (10) - Botswana (10) - Brasilien (464) (arrangör) - Brittiska Jungfruöarna (4) - Bahrain (3) - Bulgarien (51) - Burkina Faso (5) - Burundi (9) - Caymanöarna (4) - Centralafrikanska republiken (6) - Chile (41) - Colombia (144) - Cooköarna (9) - Costa Rica (10) - Cypern (15) - Danmark (120) - Djibouti (7) - Dominica (2) - Dominikanska republiken (27) - Ecuador (37) - Egypten (117) - Ekvatorialguinea (2) - El Salvador (8) - Elfenbenskusten (12) - Eritrea (12) - Estland (42) - Etiopien (38) - Fiji (51) - Filippinerna (12) \| - Finland (55) - Flyktingidrottare (10) - Frankrike (393) - Förenade Arabemiraten (12) - Gabon (6) - Gambia (4) - Georgien (40) - Ghana (14) - Grekland (94) - Grenada (6) - Guam (5) - Guatemala (21) - Guinea (5) - Guinea-Bissau (5) - Guyana (6) - Haiti (10) - Honduras (26) - Hongkong (38) - Indien (120) - Indonesien (28) - Oberoende olympiska idrottsutövare (9) (Kuwait) - Irak (22) - Iran (62) - Irland (77) - Island (8) - Israel (48) - Italien (294) - Jamaica (59) - Japan (339) - Jemen (5) - Jordanien (8) - Kambodja (6) - Kamerun (23) - Kanada (309) - Kap Verde (5) - Kazakstan (103) - Kenya (80) - Kina (398) - Kirgizistan (18) - Kiribati (3) - Komorerna (4) - Kongo-Brazzaville (9) - Kongo-Kinshasa (4) - Kosovo (8) - Kroatien (86) - Kuba (115) - Laos (6) - Lesotho (8) - Lettland (31) - Libanon (8) - Liberia (2) \| - Libyen (7) - Liechtenstein (3) - Litauen (66) - Luxemburg (10) - Madagaskar (6) - Makedonien (5) - Malawi (5) - Malaysia (32) - Maldiverna (4) - Mali (6) - Malta (7) - Marocko (49) - Marshallöarna (5) - Mauretanien (2) - Mauritius (12) - Mexiko (126) - Mikronesiska federationen (6) - Moçambique (6) - Moldavien (20) - Monaco (3) - Mongoliet (42) - Montenegro (34) - Myanmar (7) - Namibia (10) - Nauru (2) - Nederländerna (237) - Nepal (7) - Nicaragua (5) - Niger (5) - Nigeria (75) - Nordkorea (31) - Norge (59) - Nya Zeeland (199) - Oman (4) - Pakistan (7) - Palau (5) - Palestina (6) - Panama (10) - Papua Nya Guinea (8) - Paraguay (11) - Peru (29) - Polen (242) - Portugal (92) - Puerto Rico (42) - Qatar (36) - Rumänien (96) - Ryssland (271) - Rwanda (8) - Saint Kitts och Nevis (7) - Saint Lucia (5) - Saint Vincent och Grenadinerna (4) - Salomonöarna (3) \| - Samoa (8) - San Marino (5) - São Tomé och Príncipe (3) - Saudiarabien (9) - Schweiz (101) - Senegal (21) - Serbien (104) - Seychellerna (10) - Sierra Leone (4) - Singapore (25) - Slovakien (51) - Slovenien (62) - Somalia (2) - Spanien (301) - Sri Lanka (9) - Storbritannien (366) - Sudan (6) - Surinam (5) - Sverige (152) - Swaziland (2) - Sydafrika (135) - Sydkorea (203) - Sydsudan (3) - Syrien (7) - Tadzjikistan (7) - Kinesiska Taipei (59) - Tanzania (7) - Tchad (2) - Thailand (55) - Tjeckien (101) - Togo (5) - Tonga (7) - Trinidad och Tobago (32) - Tunisien (58) - Turkiet (102) - Turkmenistan (8) - Tuvalu (1) - Tyskland (449) - Uganda (21) - Ukraina (198) - Ungern (156) - Uruguay (17) - USA (550) - Uzbekistan (69) - Vanuatu (4) - Venezuela (86) - Vietnam (23) - Vitryssland (119) - Zambia (7) - Zimbabwe (31) - Österrike (66) - Östtimor (3) \| | | | |
| - Afghanistan (3) - Albanien (5) - Algeriet (63) - Amerikanska Jungfruöarna (7) - Amerikanska Samoa (4) - Andorra (5) - Angola (25) - Antigua och Barbuda (9) - Argentina (212) - Armenien (32) - Aruba (7) - Australien (421) - Azerbajdzjan (55) - Bahamas (32) - Bahrain (35) - Bangladesh (7) - Barbados (11) - Belgien (106) - Belize (3) - Benin (6) - Bermuda (7) - Bhutan (2) - Bolivia (12) - Bosnien och Hercegovina (10) - Botswana (10) - Brasilien (464) (arrangör) - Brittiska Jungfruöarna (4) - Bahrain (3) - Bulgarien (51) - Burkina Faso (5) - Burundi (9) - Caymanöarna (4) - Centralafrikanska republiken (6) - Chile (41) - Colombia (144) - Cooköarna (9) - Costa Rica (10) - Cypern (15) - Danmark (120) - Djibouti (7) - Dominica (2) - Dominikanska republiken (27) - Ecuador (37) - Egypten (117) - Ekvatorialguinea (2) - El Salvador (8) - Elfenbenskusten (12) - Eritrea (12) - Estland (42) - Etiopien (38) - Fiji (51) - Filippinerna (12) | - Finland (55) - Flyktingidrottare (10) - Frankrike (393) - Förenade Arabemiraten (12) - Gabon (6) - Gambia (4) - Georgien (40) - Ghana (14) - Grekland (94) - Grenada (6) - Guam (5) - Guatemala (21) - Guinea (5) - Guinea-Bissau (5) - Guyana (6) - Haiti (10) - Honduras (26) - Hongkong (38) - Indien (120) - Indonesien (28) - Oberoende olympiska idrottsutövare (9) (Kuwait) - Irak (22) - Iran (62) - Irland (77) - Island (8) - Israel (48) - Italien (294) - Jamaica (59) - Japan (339) - Jemen (5) - Jordanien (8) - Kambodja (6) - Kamerun (23) - Kanada (309) - Kap Verde (5) - Kazakstan (103) - Kenya (80) - Kina (398) - Kirgizistan (18) - Kiribati (3) - Komorerna (4) - Kongo-Brazzaville (9) - Kongo-Kinshasa (4) - Kosovo (8) - Kroatien (86) - Kuba (115) - Laos (6) - Lesotho (8) - Lettland (31) - Libanon (8) - Liberia (2) | - Libyen (7) - Liechtenstein (3) - Litauen (66) - Luxemburg (10) - Madagaskar (6) - Makedonien (5) - Malawi (5) - Malaysia (32) - Maldiverna (4) - Mali (6) - Malta (7) - Marocko (49) - Marshallöarna (5) - Mauretanien (2) - Mauritius (12) - Mexiko (126) - Mikronesiska federationen (6) - Moçambique (6) - Moldavien (20) - Monaco (3) - Mongoliet (42) - Montenegro (34) - Myanmar (7) - Namibia (10) - Nauru (2) - Nederländerna (237) - Nepal (7) - Nicaragua (5) - Niger (5) - Nigeria (75) - Nordkorea (31) - Norge (59) - Nya Zeeland (199) - Oman (4) - Pakistan (7) - Palau (5) - Palestina (6) - Panama (10) - Papua Nya Guinea (8) - Paraguay (11) - Peru (29) - Polen (242) - Portugal (92) - Puerto Rico (42) - Qatar (36) - Rumänien (96) - Ryssland (271) - Rwanda (8) - Saint Kitts och Nevis (7) - Saint Lucia (5) - Saint Vincent och Grenadinerna (4) - Salomonöarna (3) | - Samoa (8) - San Marino (5) - São Tomé och Príncipe (3) - Saudiarabien (9) - Schweiz (101) - Senegal (21) - Serbien (104) - Seychellerna (10) - Sierra Leone (4) - Singapore (25) - Slovakien (51) - Slovenien (62) - Somalia (2) - Spanien (301) - Sri Lanka (9) - Storbritannien (366) - Sudan (6) - Surinam (5) - Sverige (152) - Swaziland (2) - Sydafrika (135) - Sydkorea (203) - Sydsudan (3) - Syrien (7) - Tadzjikistan (7) - Kinesiska Taipei (59) - Tanzania (7) - Tchad (2) - Thailand (55) - Tjeckien (101) - Togo (5) - Tonga (7) - Trinidad och Tobago (32) - Tunisien (58) - Turkiet (102) - Turkmenistan (8) - Tuvalu (1) - Tyskland (449) - Uganda (21) - Ukraina (198) - Ungern (156) - Uruguay (17) - USA (550) - Uzbekistan (69) - Vanuatu (4) - Venezuela (86) - Vietnam (23) - Vitryssland (119) - Zambia (7) - Zimbabwe (31) - Österrike (66) - Östtimor (3) |

### Medaljtoppen
Här visas endast topp tjugo-placering.
| Placering | Land           | Guld | Silver | Brons | Totalt antal medaljer | Placering efter antal medaljer |
| --------- | -------------- | ---- | ------ | ----- | --------------------- | ------------------------------ |
| 1         | USA            | 46   | 37     | 38    | 121                   | 1                              |
| 2         | Storbritannien | 27   | 23     | 17    | 67                    | 3                              |
| 3         | Kina           | 26   | 18     | 26    | 70                    | 2                              |
| 4         | Ryssland       | 19   | 18     | 19    | 56                    | 4                              |
| 5         | Tyskland       | 17   | 10     | 15    | 42                    | 5                              |
| 6         | Japan          | 12   | 8      | 21    | 41                    | 7                              |
| 7         | Frankrike      | 10   | 18     | 14    | 42                    | 6                              |
| 8         | Sydkorea       | 9    | 3      | 9     | 21                    | 11                             |
| 9         | Italien        | 8    | 12     | 8     | 28                    | 9                              |
| 10        | Australien     | 8    | 11     | 10    | 29                    | 8                              |
| 11        | Nederländerna  | 8    | 7      | 4     | 19                    | 12                             |
| 12        | Ungern         | 8    | 3      | 4     | 15                    | 18                             |
| 13        | Brasilien      | 7    | 6      | 6     | 19                    | 13                             |
| 14        | Spanien        | 7    | 4      | 6     | 17                    | 16                             |
| 15        | Kenya          | 6    | 6      | 1     | 13                    | 20                             |
| 16        | Jamaica        | 6    | 3      | 2     | 11                    | 22                             |
| 17        | Kroatien       | 5    | 3      | 2     | 10                    | 27                             |
| 18        | Kuba           | 5    | 2      | 4     | 11                    | 23                             |
| 19        | Nya Zeeland    | 4    | 9      | 5     | 18                    | 14                             |
| 20        | Kanada         | 4    | 3      | 15    | 22                    | 10                             |

### Medaljändringar på grund av dopning
- Kanot, Serghei Tarnovschi  Moldavien

Taranovschi fråntogs bronsmedaljen i klassen C1 1000 meter för herrar. Bronset tillföll istället Ilja Sjtokalov från Ryssland.
- Tyngdlyftning, Izzat Artykov  Kirgizistan

Artykov fråntogs bronsmedaljen i klassen 69 kg för herrar. Bronset tillföll istället Luis Javier Mosquera från Colombia.

### Avslutningsceremonin
Ceremonin ägde rum den 21 augusti kl. 20:00 lokal tid.

## Problem och kontroverser
OS 2016 omgavs av uppmärksamhet kring ett antal olika problem och kontroverser.

### Zikavirus
Under 2015 och 2016 hade en epidemi relaterad till det myggspridda Zikaviruset drabbat ett stort antal länder i varmare klimat. I januari 2014 meddelades att cirka 1 procent av nyfödda spädbarn i den värst drabbade regionen i Brasilien misstänktes ha fått mikrocefali som en följd av viruset. Epidemin fick ett antal idrottare att tacka nej till medverkan i spelen. Däremot ansågs att spridningsrisken under själva spelen var låg, eftersom området i augusti månad hade mycket färre myggor på grund av södra halvklotets vinter.

### Hygienproblem
Guanabarabukten, där tävlingar i vindsurfing och segling ägde rum, är ett svårt förorenat vattenområde. Huvudorsaken är att avloppsvatten från större delen av Rio de Janeiro-området helt orenat rinner ut i bukten. Mångåriga löften från lokala politiker om installation av reningsanläggningar har bara uppfyllts till vissa delar.

### Ekonomi och förseningar
Brasilien var 2014 värd för VM i fotboll, ett arrangemang som krävde byggen och upprustningar av ett antal idrottsanläggningar runt om i landet. Vissa av dessa användes även under OS 2016, men dessutom byggdes ett stort antal arenor och andra anläggningar för de olika olympiska idrottsgrenarna. Utöver detta skedde uppgraderingar av Rio de Janeiros infrastruktur, inklusive bygget av en helt ny tunnelbanelinje. På grund av ekonomiska problem hos delstaten Rio de Janeiro (ansvarig för bygget) riskerade linjen att stå färdig först efter spelen.

### Ryska dopningsskandalen
Sedan avslöjanden om systematisk dopning inom rysk friidrott uppdagades under 2014 och 2015 fattades beslut om att utesluta Ryssland från deltagande i friidrottstävlingarna under OS. Dock fick Darja Klisjina dispens eftersom hon bodde och tränade i USA och hon tävlade således för Ryssland. Enskilda tävlande i övrigt kunde ansöka om att få tävla, men då under den olympiska flaggan; några undantag från uteslutningsbeslutet skedde dock ej. Sedan WADA (World Anti-Doping Agency) i mitten av juli 2016 publicerat en rapport om systematisk och statsstödd dopning även inom andra idrotter, rekommenderade WADA och andra organisationer att Ryssland skulle stängas ute från alla idrotter under tävlingarna.
24 juli meddelade IOK dock att man inte hade fattat något sådant beslut. IOK lämnade över avgörandet till de internationella idrottsorganisationerna om vilka idrottare de ville stänga av från deltagande. Dessutom meddelade IOK att idrottare som var, eller tidigare hade varit, avstängda för dopning inte kunde delta i OS 2016.

## TV-sändningar från spelen

### Generellt
Olympic Broadcasting Service (OBS), som officiell olympisk TV-producent, hanterade TV-produktionerna från OS 2016. Detta sköttes via totalt 52 mobila sändningsenheter, och totalt kunde 40 000 TV-timmar och 60 000 digitala produktionstimmar att tillverkas för bolagen med sändningsrättigheter i olika länder. För första gången var antalet digitala produktionstimmar fler än de traditionella TV-sändningstimmarna. Sändningarna koordinerades från TV-centret i OS-området i Barra da Tijuca.

### TV i Sverige
Hösten 2010 uppmanade Sportfive, i egenskap av försäljningsagent för IOK, alla intresserade mediebolag att lämna bud på de nordiska sändningsrättigheterna. Vinnaren för de svenska tv-rättigheterna blev MTG, vilket innebar att sommar-OS 2016 i Rio de Janeiro sändes i Viasats tv-utbud.
Beslutet att Olympiska spelen skulle sändas i Viasat istället för i SVT väckte viss kritik, eftersom alla inte har tillgång till Viasats kanaler, men även att det kostade för att kunna se kanalerna.
Efter att ett förslag lagts fram i riksdagen i maj 2012 om att en så kallad evenemangslista ska skapas i Sverige, där oppositionspartierna (S, V , MP och SD) röstat för, medan regeringspartierna (M, FP, C och KD) röstat emot en evenemangslista. Eftersom förslaget röstades igenom ska regeringen utreda om en evenemangslista ska införas i Sverige.	
Syftet med en evenemangslista, som finns i liknande form i andra länder, är att samhällsintressanta sporter och grenar ska visas i så kallade fria TV-kanaler och som en övervägande majoritet har tillgång till.
De reklamfinansierade kanalerna TV3 och TV10 var huvudkanaler. Därtill sände 12 sportkanaler utan reklampauser: Viasat OS Sport, Viasat OS Fotboll, Viasat OS Golf, Viasat OS Ridsport, Viasat OS Handboll och Viasat OS Tennis samt extrakanalerna Viasat Xtra OS 1-6 exklusiva för tittare med Viasat som operatör. Viaplay sände alla sändningarna från Rio online.